# Républicain de Cabanis
Pseudonigrita cabanisi
Espèce
Statut de conservation UICN

 LC  : Préoccupation mineure
Le Républicain de Cabanis (Pseudonigrita cabanisi) est une espèce d'oiseaux de la famille des Ploceidae.

## Répartition
Cet oiseau se trouve en Éthiopie, au Kenya, en Somalie et Tanzanie.